# سيويل علييفا
سيويل حيدر قيزي علييفا (بالأذرية: Sevil Əliyeva) - رئيسة الجمعية النسائية "سيويل"، الرئيسة الفخرية لجمعية أذربيجان - قرى الطفول "صوص"، ملحنة، مؤسسة شبكة تلفزيون سلكي "
Space".

## حياتها
ولدت سيويل علييفا بتاريخ 12 أكتبرا 1955 في باكو، في عائلة حيدر علييف و زريفة علييفا. 
تلقت تعليمها في مدرسة ثناوية وفي نفس الوقت في مدرسة موسيقى.
بين 1971-1977 واصلت تعليمها سيويل علييفا في جامعة باكو الحكومية على تخصص اللغة العربية بكلية دراسات شرقية.
يبن 1977-1980 درست في كلية دراسات شرقية لأكاديمية العلوم في الاتحاد السوفيتي موسكو. 
بدأ نشاتها علييفا العمل في أكاديمية العلوم للاتحاد السوفيتي في 1981.
منذ 1986 واصلت نشاتها في قسم الموسيقى. عملت كمنظمة للحركة النسائية في أذربيجان المستقلة منذ 1990.
في 30 يونيو لعام 1995 كانت رئيسة الجمعية النسائية في أذربيجان.

## عائلتها
- سيويل علييفا هي ابنة المؤسس لجمهورية أذربيجان و رئيس أذربيجان السابق حيدر علييف
- حفيدة سياسي وعالم أذربيجاني عزيز علييف
- أخت رئيس جمهورية أذربيجان إلهام علييف